# 紫花疆罂粟
紫花疆罂粟（学名：Roemeria hybrida）为罂粟科疆罂粟属下的一个种。